# 多米尼克
多米尼克国（英語：Commonwealth of Dominica），通稱多米尼克（英語：Dominica），是位於中美洲加勒比海的島國，它是小安的列斯群岛中的向风群岛的一部分。其首都罗索位于岛的西侧。多米尼克最近的邻居是法国的两个海外省，西北部的瓜德罗普和东南偏南的马提尼克。多米尼克的陆地面积为 750 平方公里（290 平方英里），最高点为迪亚布洛廷火山，海拔 1,447 米（4,747 英尺）。
公元5世纪，阿拉瓦克人从南美洲来到该岛定居。到15世纪，加勒比人取代了阿拉瓦克人。17世纪90年代到1763年，法国人殖民了该岛并将奴隶从西非贩卖到多米尼克的咖啡种植园工作。1763年，英国在七年战争中戰勝法国後取得该岛。1978年，多米尼克独立。
多米尼克因其自然环境而被称为“加勒比海的自然岛”。它是小安的列斯群岛中最年轻的岛屿，并且仍不断地受到地热和火山活动的影响。岛内的世界第二大温泉沸湖就是明证。岛内有茂密的山地雨林，是许多珍稀植物、动物和鸟类的家园。西部沿海地区有一些干旱地区，但内陆地区会出现强降雨。多米尼克是仅有的两个官方国旗中存在紫色的主权国家之一。紫色相关图案来源于帝王亚马逊鹦鹉，它仅在多米尼克被发现，极度濒危，是该国的国鸟。
多米尼克是英联邦、联合国、美洲国家组织、法语国家及地区国际组织、东加勒比国家组织和不结盟运动的成员国。

## 中文譯名
中華民國外交部将该国国名翻譯為多米尼克。
中華人民共和國外交部自1978年起采用舊譯多米尼加聯邦，但造成了兩個問題：一，是多義词，「聯邦」也並非该词正式意思，不宜作為政权譯名；二，「多米尼加聯邦」與另一個以西班牙語為官方語言的加勒比海主權國家多米尼加共和国易生混淆。為此，中華人民共和國外交部在1994年1月14日，宣佈改译该国為「多米尼克國」，简稱為「多米尼克」。

## 历史
多米尼克是加勒比海最后成为欧洲殖民地的岛。法国率先将该岛占领，其后1763年，法国在七年战争中战败，将多米尼克交给英国。1978年多米尼克独立。1980年，多米尼克独裁政府被推翻，改选玛丽·尤金妮亚·查尔斯为总理，从此国家开始兴旺。她是加勒比海国家中的第一个女性总理，在职15年。

## 行政區劃
多米尼克分為10個區。

## 地理
位於東加勒比海小安的列斯群島東北部，東臨大西洋，西瀕加勒比海，是一個國土面積僅有751平方公里的島國。北部的迪亚布洛廷火山海拔1,447米，为全国最高点。山区地势崎岖，森林茂密。中部有小片平原。河溪众多，大部河流沿山坡而下，水流湍急，不能通航。莱约河流经平原西部，卡斯尔布鲁斯河经平原东部。多温泉，以南部的沸湖最为著名。海岸线长约148公里，岸线曲折，海岸陡峭。属热带海洋性气候。6～10月为雨季，11月至次年5月为旱季。7～9月多飓风。年平均气温27℃。年平均降水量：山区6,350毫米，沿海1,778毫米。富藏浮石、地热和水力资源。耕地面积1.7万公顷，森林覆盖率为41％，产红木、柚木等名贵木材。

## 外交與軍事
自1981年起，多米尼克就再沒擁有常備軍，島上的防務由1982年與其他四國組成的地區安全體系（Regional Security System）承擔。

## 经济
多米尼克主要的經濟來源為農業及觀光業，全國有40%的人口從事農業，主要出口商品為菸草、香蕉、柑橘、蔬菜、椰子等。
主要的工業為家具、鞋、肥皂等。主要的貿易夥伴為美國、牙買加、南韓、千里達及托巴哥。